# So'otala Fa'aso'o
Pas d'image ? Cliquez ici

a Compétitions nationales et continentales officielles uniquement.

b Matchs officiels uniquement.
Dernière mise à jour le 16 juin 2025.
So'otala Fa'aso'o, né le 2 octobre 1994 à Auckland (Nouvelle-Zélande), est un joueur international samoan de rugby à XV. Il joue principalement au poste de troisième ligne centre.

## Carrière

### En club
So'otala Fa'aso'o est scolarisé avec le St Kentigern College d'Auckland, et joue au rugby avec l'équipe de l'établissement. Il joue également avec les équipes jeunes de la province d'Auckland et des Blues. Il est alors considéré comme un grand espoir grand espoir néo-zélandais à son poste, et reçoit des offres de la part des Crusaders et de clubs de rugby à XIII.
Il fait cependant le choix de rester fidèle à sa province d'origine, et il est retenu dans l'effectif senior d'Auckland pour la saison 2013 de NPC (championnat des provinces néo-zélandaises),. Il joue sa première rencontre avec cette équipe à l'âge de 18 ans, le 28 septembre 2013 contre Canterbury. Il joue un total de deux rencontres lors de cette première saison, au sein d'un effectif très garni au poste de troisième ligne.L'année suivante, il joue également avec l'équipe Development (espoir) des Blues, mais ne dispute aucune rencontre avec Auckland.
En 2015, Auckland le prête pour une saison à la province de Wairarapa Bush en Heartland Championship (troisième division provinciale), afin qu'il gagne plus d'expérience. Il s'impose rapidement comme un élément important de sa nouvelle équipe, avec qui il atteint les demi-finales du championnat,.
Souhaitant retrouver le haut niveau, il décide en 2016 d'aller jouer avec le club amateur de North Shore dans le championnat de North Harbour, afin de tenter d'être retenu avec cette province pour la saison de NPC à venir. Il n'est finalement pas retenu, mais il est appelé par la province voisine des Counties Manukau, qui le recrute,. Il devient immédiatement le titulaire au poste de n°8, en déplaçant Jordan Taufua au poste de troisième ligne aile, et dispute onze rencontres, toutes en tant que titulaire.
Fa'aso'o est remarqué lors de ses dernières performances par le club français du Racing 92 évoluant en Top 14, qu'il rejoint en novembre 2016 en tant que joueur supplémentaire jusqu'à la fin de la saison en cours. Il est alors considéré comme le successeur potentiel du All Black Chris Masoe, dont c'est la dernière saison,. Il joue son premier match avec sa nouvelle équipe en Coupe d'Europe face au Munster en janvier 2017. Il joue six rencontres lors de sa première saison, et voit son contrat prolongé jusqu'en 2019. La saison suivante, il ne parvient pas à s'imposer derrière les expérimentés Antonie Claassen et Yannick Nyanga, et joue seulement neuf rencontres (dont quatre titularisations).
Afin d'obtenir davantage de temps de jeu, il est prêté au CA Brive, qui vienne d'être relégués en Pro D2 pour la saison 2018-2019. Au sein de sa nouvelle équipe, il parvient à prendre la succession de l'emblématique n°8 Sisa Koyamaibole, et devient rapidement un élément important du pack briviste, grâce notamment à sa force physique,. Il se fait particulièrement remarquer lors du barrage d'accession au Top 14 que son équipe remporte face à FC Grenoble, avec de nombreuses puissantes charges ballon en main, ce qui lui vaut le titre d'homme du match,. En fin de contrat, il prolonge son engagement avec le club briviste jusqu'en 2022.
En 2022, après quatre saisons à Brive, il rejoint le club anglais des London Irish en Premiership,. Au terme de sa première saison, son équipe est suspendue de toutes compétitions pour insolvabilité financière et il se retrouve alors sans club.
Dans la foulée de son départ des London Irish, il décide de retourner jouer en France, et s'engage pour deux saisons avec l'USA Perpignan.
En mai 2025, il est annoncé sur le départ du côté du Benetton Trévise, club italien à l'issue de la saison 2024-2025.

### En équipe nationale
So'otala Fa'aso'o joue avec la sélection scolaire néo-zélandaise (en) en 2012, et il est nommé capitaine de l'équipe,.
Il représente ensuite le pays d'origine de ses parents, lorsqu'il joue avec l'équipe des Samoa des moins de 20 ans à l'occasion le championnat du monde junior 2014.
Il est sélectionné pour la première fois avec l'équipe des Samoa en juin 2023, lorsqu'il est retenu dans le groupe de 40 joueurs sélectionné pour préparer la Coupe du monde 2023. Il obtient sa première sélection le 22 juillet 2023 contre le Japon à Sapporo. Il est ensuite retenu dans le groupe final pour disputer le mondial en France. Barré dans un effectif comportant des joueurs comme Steven Luatua, Fritz Lee ou Jordan Taufua à son poste, il ne dispute aucune minute de la compétition,.

## Palmarès

### En club
- Finaliste du Championnat de France de rugby à XV de 2e division en 2019 avec le CA Brive.
- Vainqueur du barrage d'accession du Championnat de France de rugby à XV de 2e division en 2019 avec le CA Brive.